# Eumerus carasukensis
Eumerus carasukensis är en tvåvingeart som beskrevs av Barkalov 1991. Eumerus carasukensis ingår i släktet månblomflugor, och familjen blomflugor. Inga underarter finns listade i Catalogue of Life.